# Polivinil-alcol deidrogenasi (accettore)
La polivinil-alcol deidrogenasi (accettore) è un enzima appartenente alla classe delle ossidoreduttasi, che catalizza la seguente reazione:
polivinil alcol + accettore ⇄ polivinil alcol ossidato + accettore ridotto
L'enzima è una chinoproteina. Due accettori possono essere la fenazina metosolfato ed il 2,6-dicloroindofenolo. L'enzima agisce anche, sebbene più lentamente, sul 2-esanolo e su altri alcoli secondari.